# Bari (cognome)
Bari è un cognome di lingua italiana.

## Varianti
Barese, Baresi, Di Bari.

## Origine e diffusione
Il cognome è tipicamente meridionale.
Potrebbe derivare dal toponimo Bari.

## Persone
- Andrea Bari – pallavolista italiano
- Alvaro Bari – un tenente pilota veneziano partigiano a Feltre
- Aristide Bari – tipografo, giornalista, politico e sindacalista italiano